# Lliga belga de futbol
La Lliga belga de futbol, anomenada per raons de patrocini Jupiler League, és la màxima competició futbolística belga.
Disputada per 16 clubs des de la temporada 2023-24, funciona amb un sistema de ascens i descens amb la Challenger Pro League.

## Competició
A partir de la temporada 2009-10 el format de la Lliga Pro ha canviat dràsticament. Es van introduir "playoffs" després de la temporada regular, el nombre d'equips es va reduir de 18 a 16, i el calendari també es va modificat, amb partits durant les vacances de Nadal.
Temporada Regular
Cadascun dels 16 competidors a la Lliga Pro acull qualsevol altre equip un cop en la temporada regular, per a un total de 30 partits entre juliol i març. Una victòria guanya tres punts i un empat guanya un punt. Els equips són classificats pel total de punts, i després per total de victòries i finalment per diferència de gols, el nombre de gols marcats, el nombre de gols a domicili i el nombre de victòries de distància. Si els equips segueixen igualats, una eliminatòria a doble partit determina l'ordre final a la classificació. A continuació es juguen les fases eliminatòries, de març a maig.
Playoff pel Campionat
El sistema de punts en el play-off del campionat és el mateix que durant la temporada regular, excepte que cada equip comença amb la meitat dels punts que va guanyar en la temporada regular, arrodonit al nombre enter més pròxim. Els punts obtinguts per l'arrodoniment es dedueixen en el cas d'empat.
Els 6 millors equips de la temporada regular entren en la segona fase del campionat, amb l'equip primer classificat, guanyant el campionat de Bèlgica. Cada equip juga contra els seus oponents en dues ocasions, i els equips estan classificats en ordre de punts, punts d'arrodoniment, guanys, etc., com en la temporada regular.
Europa League Playoff
Els equips classificats de 7 a 14 després de la temporada regular d'entrar als playoffs 2, amb equips classificats de 7, 9, 12 i 14 que entra al grup A i equips classificats de 8, 10, 11 i 13 que entren al grup B. En cada grup, cada equip juga cadascun dels seus 3 rivals en dues ocasions. El guanyador de cada grup juga una eliminatòria a doble partit, per determinar el guanyador dels playoffs 2. El guanyador dels playoffs 2 després juguen una altra eliminatòria a doble partit contra l'equip sigui el quart classificat, o cinquè classificat dels playoffs 1 per a una plaça a l'Europa League, amb l'oponent en funció del fet de si el guanyador de la Copa belga va acabar entre els quatre primers de la segona fase 1 o no.
Playoff pel Descens
Equips lloc 15 i 16 després de la temporada regular entren al playoff de descens. Consisteix en 5 partits entre els 2 equips. L'equip 15o classificat, inicia els playoffs amb 3 punts, mentre que l'equip setzè classificat, comença des de zero. El perdedor de la segona fase de descens és relegat a la segona divisió. El guanyador de l'eliminatòria entra en la Ronda final de la Segona Divisió belga amb 3 equips de la segona divisió. El guanyador d'aquesta ronda final juga en la Primera Divisió de la temporada següent.

## Història
La primera lliga belga de futbol, anomenada Coupe de Championnat, es disputà la temporada 1895-96 amb set equips. Aquests eren l'Antwerp FC, el FC Brugeois, FC Liégeois (primer campió), així com 4 clubs de Brussel·les: el RC de Bruxelles, el Léopold Club de Bruxelles, el SC de Bruxelles i la Union d'Ixelles. Al final de la temporada, els clubs Brugeois i Union d'Ixelles foren substituïts per l'Athletic & Running Club de Brussel·les. El campionat fou dominat, aquells anys, pel FC Liégeois i el RC de Bruxelles. A partir de la temporada 1898-99 la màxima categoria es dividí en dos lligues (excepte la temporada 1900-01), amb playoffs finals per decidir el campió.
Amb el canvi de segle la competició fou dominada per la Union Saint-Gilloise, RC de Bruxelles i un nou club, el Beerschot AC. Posteriorment un nou club entrà a l'elit, el CS Brugeois. La temporada 1904-05, els dos grups es fusionaren, de nou, en un únic grup i la competició es reanomenà Primera Divisió. A partir de la temporada següent, s'instaurà el sistema d'ascensos i descensos amb la segona divisió.
Quan s'inicià la Primera Guerra Mundial, un nou club se sumà al palmarès de campions, el Daring Club de Bruxelles. El 1926 el campionat s'anomenà Division d'Honneur. La dècada dels vint fou dominada per clubs de la província d'Anvers, el Beerschot AC del llegendari Raymond Braine, l'Antwerp FC i el Liersche SK (de Bernard Voorhoof). Als trenta, amb 60 partits consecutius imbatut, Union Saint-Gilloise aconseguí els títols del 1933, 1934 i 1935. Daring i Beerschot guanyaren els quatre darrers títols abans de la Segona Guerra Mundial.
Amb l'ocupació del país per tropes alemanyes, se suspengueren els campionats del 1939-40 i 1940-41. També se suspengué la temporada 1944-45. Un cop acabada la contesa, el panorama dels grans clubs del país canvià radicalment. Un breu domini del KV Mechelen donà pas al domini d'un nou club, el RSC Anderlechtois, que amb Jef Mermans guanyà el seu primer campionat el 1947. El 1952 s'adoptà el nom Division I. Standard de Lieja i Club Brugge seguiren les petjades de l'Anderlecht al cim de la competició.

## Clubs participants de la temporada 2025-2026
| Club                 | Ciutat       | Estadi                       | Capacitat |
| -------------------- | ------------ | ---------------------------- | --------- |
| RSC Anderlecht       | Anderlecht   | Estadi Constant Vanden Stock | 21.500    |
| R. Charleroi SC      | Charleroi    | Stade du Pays de Charleroi   | 14.000    |
| Cercle Brugge        | Bruges       | Estadi Jan Breydel           | 29.042    |
| Club Brugge          | Bruges       | Estadi Jan Breydel           | 29.042    |
| FCV Dender EH        | Denderleeuw  | Van Roystadion               | 6.430     |
| KRC Genk             | Genk         | Luminus Arena                | 24.956    |
| KAA Gent             | Gant         | Ghelamco Arena               | 20.000    |
| OH Leuven            | Lovaina      | Den dreef Stadion            | 10.000    |
| RAAL La Louviere     | La Louvière  | Stade du Tivoli              | 12.500    |
| RKV Malines          | Malines      | Stadion Achter de Kazerne    | 16.700    |
| Royal Antwerp        | Anvers       | Bosuilstadion                | 12.975    |
| Sint-Truidense V.V.  | Sint-Truiden | Stayen                       | 14.600    |
| Standard Liège       | Liège        | Stade Maurice Dufrasne       | 30.023    |
| Union Saint-Gilloise | Sint-Gillise | Stade Joseph Marien          | 8.000     |
| KVC Westerlo         | Westerlo     | Het Kuipje                   | 8.035     |
| S.V. Zulte Waregem   | Waregem      | Regenboogstadion             | 12.500    |

## Historial
Font:
- 1895-96:  FC Liégeois (1)
- 1896-97:  RC de Bruxelles (1)
- 1897-98:  FC Liégeois (2)
- 1898-99:  FC Liégeois (3)
- 1899-00:  RC de Bruxelles (2)
- 1900-01:  RC de Bruxelles (3)
- 1901-02:  RC de Bruxelles (4)
- 1902-03:  RC de Bruxelles (5)
- 1903-04:  Union Saint-Gilloise (1)
- 1904-05:  Union Saint-Gilloise (2)
- 1905-06:  Union Saint-Gilloise (3)
- 1906-07:  Union Saint-Gilloise (4)
- 1907-08:  RC de Bruxelles (6)
- 1908-09:  Union Saint-Gilloise (5)
- 1909-10:  Union Saint-Gilloise (6)
- 1910-11:  CS Brugeois (1)
- 1911-12:  Daring Club de Bruxelles (1)
- 1912-13:  Union Saint-Gilloise (7)
- 1913-14:  Daring Club de Bruxelles (2)
- 1914-19: Primera Guerra Mundial
- 1919-20:  FC Brugeois (1)
- 1920-21:  Daring Club de Bruxelles SR (3)
- 1921-22:  Beerschot AC (1)
- 1922-23:  Union Saint-Gilloise SR (8)
- 1923-24:  R. Beerschot AC (2)
- 1924-25:  R. Beerschot AC (3)
- 1925-26:  R. Beerschot AC (4)
- 1926-27:  RCS Brugeois (2)
- 1927-28:  R. Beerschot AC (5)
- 1928-29:  R. Antwerp FC (1)
- 1929-30:  RCS Brugeois (3)
- 1930-31:  R. Antwerp FC (2)
- 1931-32:  K. Liersche SK (1)
- 1932-33:  Union Saint-Gilloise SR (9)
- 1933-34:  Union Saint-Gilloise SR (10)
- 1934-35:  Union Saint-Gilloise SR (11)
- 1935-36:  Daring Club de Bruxelles SR (4)
- 1936-37:  Daring Club de Bruxelles SR (5)
- 1937-38:  R. Beerschot AC (6)
- 1938-39:  R. Beerschot AC (7)
- 1939-41: Segona Guerra Mundial
- 1941-42:  K. Liersche SK (2)
- 1942-43:  RFC Malinois (1)
- 1943-44:  R. Antwerp FC (3)
- 1944-45: Segona Guerra Mundial
- 1945-46:  RFC Malinois (2)
- 1946-47:  RSC Anderlecht (1)
- 1947-48:  RFC Malinois (3)
- 1948-49:  RSC Anderlecht (2)
- 1949-50:  RSC Anderlecht (3)
- 1950-51:  RSC Anderlecht (4)
- 1951-52:  RFC Liégeois (4)
- 1952-53:  RFC Liégeois (5)
- 1953-54:  RSC Anderlecht (5)
- 1954-55:  RSC Anderlecht (6)
- 1955-56:  RSC Anderlecht (7)
- 1956-57:  R. Antwerp FC (4)
- 1957-58:  R. Standard Club Liégeois (1)
- 1958-59:  RSC Anderlecht (8)
- 1959-60:  K. Lierse SK (3)
- 1960-61:  R. Standard Club Liégeois (2)
- 1961-62:  RSC Anderlecht (9)
- 1962-63:  R. Standard Club Liégeois (3)
- 1963-64:  RSC Anderlecht (10)
- 1964-65:  RSC Anderlecht (11)
- 1965-66:  RSC Anderlecht (12)
- 1966-67:  RSC Anderlecht (13)
- 1967-68:  RSC Anderlecht (14)
- 1968-69:  R. Standard Club Liégeois (4)
- 1969-70:  R. Standard Club Liégeois (5)
- 1970-71:  R. Standard Club Liégeois (6)
- 1971-72:  RSC Anderlecht (15)
- 1972-73:  Club Brugge KV (2)
- 1973-74:  RSC Anderlecht (16)
- 1974-75:  RWD Molenbeek (1)
- 1975-76:  Club Brugge KV (3)
- 1976-77:  Club Brugge KV (4)
- 1977-78:  Club Brugge KV (5)
- 1978-79:  KSK Beveren (1)
- 1979-80:  Club Brugge KV (6)
- 1980-81:  RSC Anderlecht (17)
- 1981-82:  R. Standard de Liège (7)
- 1982-83:  R. Standard de Liège (8)
- 1983-84:  KSK Beveren (2)
- 1984-85:  RSC Anderlecht (18)
- 1985-86:  RSC Anderlecht (19)
- 1986-87:  RSC Anderlecht (20)
- 1987-88:  Club Brugge KV (7)
- 1988-89:  KV Mechelen (4)
- 1989-90:  Club Brugge KV (8)
- 1990-91:  RSC Anderlecht (21)
- 1991-92:  Club Brugge KV (9)
- 1992-93:  RSC Anderlecht (22)
- 1993-94:  RSC Anderlecht (23)
- 1994-95:  RSC Anderlecht (24)
- 1995-96:  Club Brugge KV (10)
- 1996-97:  K. Lierse SK (4)
- 1997-98:  Club Brugge KV (11)
- 1998-99:  KRC Genk (1)
- 1999-00:  RSC Anderlecht (25)
- 2000-01:  RSC Anderlecht (26)
- 2001-02:  KRC Genk (2)
- 2002-03:  Club Brugge KV (12)
- 2003-04:  RSC Anderlecht (27)
- 2004-05:  Club Brugge KV (13)
- 2005-06:  RSC Anderlecht (28)
- 2006-07:  RSC Anderlecht (29)
- 2007-08:  R. Standard de Liège (9)
- 2008-09:  R. Standard de Liège (10)
- 2009-10:  RSC Anderlecht (30)
- 2010-11:  KRC Genk (3)
- 2011-12:  RSC Anderlecht (31)
- 2012-13:  RSC Anderlecht (32)
- 2013-14:  RSC Anderlecht (33)
- 2014-15:  KAA Gent (1)
- 2015-16:  Club Brugge KV (14)
- 2016-17:  RSC Anderlecht (34)
- 2017-18:  Club Brugge KV (15)
- 2018-19:  KRC Genk (4)
- 2019-20:  Club Brugge KV (16)[a]
- 2020-21:  Club Brugge KV (17)
- 2021-22:  Club Brugge KV (18)
- 2022-23:  R. Antwerp FC (5)
- 2023-24:  Club Brugge KV (19)
- 2024-25:  Union Saint-Gilloise SR (12)

Notes
1. ↑  Campionat cancel·lat, Bruges fou declarat campió el 15 de maig de 2020.[3]

## Palmarès
Nota: en cursiva els equips desapareguts.
| Club                        | Títols | Subcampionats | Anys campió |
| --------------------------- | ------ | ------------- | --- |
| RSC Anderlecht              | 34     | 21            | 1947, 1948, 1950, 1951, 1954, 1955, 1956, 1959, 1962, 1964, 1965, 1966, 1967, 1968, 1972, 1974, 1981, 1985, 1986, 1987, 1991, 1993, 1994, 1995, 2000, 2001, 2004, 2006, 2007, 2010, 2012, 2013, 2014, 2017 |
| Club Bruges KV              | 19     | 24            | 1920, 1973, 1976, 1977, 1978, 1980, 1988, 1990, 1992, 1996, 1998, 2003, 2005, 2016, 2018, 2020, 2021, 2022, 2024                                                                                           |
| Royale Union Saint-Gilloise | 12     | 10            | 1904, 1905, 1906, 1907, 1909, 1910, 1913, 1923, 1933, 1934, 1935, 2025 |
| Royal Standard de Liège     | 10     | 13            | 1958, 1961, 1963, 1969, 1970, 1971, 1982, 1983, 2008, 2009 |
| Beerschot VAC               | 7      | 7             | 1922, 1924, 1925, 1926, 1928, 1938, 1939 |
| Racing Club Bruxelles       | 6      | 4             | 1897, 1900, 1901, 1902, 1903, 1908 |
| Royal Antwerp FC            | 5      | 11            | 1929, 1931, 1944, 1957, 2023 |
| Daring Club Bruxelles       | 5      | 4             | 1912, 1914, 1921, 1936, 1937 |
| RFC Lièje                   | 5      | 3             | 1896, 1898, 1899, 1952, 1953 |
| RKV Malinas                 | 4      | 5             | 1943, 1946, 1948, 1989 |
| KRC Genk                    | 4      | 4             | 1999, 2002, 2011, 2019 |
| Lierse SK                   | 4      | 2             | 1932, 1942, 1960, 1997 |
| Cercle Brugge KSV           | 3      | -             | 1911, 1927, 1930 |
| KSK Beveren                 | 2      | -             | 1979, 1984 |
| KAA Gent                    | 1      | 3             | 2015 |
| RWD Molenbeek               | 1      | -             | 1975 |
| K Berchem Sport             | -      | 3             | --- |
| Royal Charleroi SC          | -      | 1             | --- |
| KSC Lokeren                 | -      | 1             | --- |
| Sint-Truidense VV           | -      | 1             | --- |
| Royal Léopold FC            | -      | 1             | --- |
| ROC Charleroi               | -      | 1             | --- |
| KRC Mechelen                | -      | 1             | --- |
| Beringen FC                 | -      | 1             | --- |
| SV Zulte Waregem            | -      | 1             | --- |